# 盤瓠
盤瓠（ばんこ、槃瓠とも書く）は、中国の伝説上の犬。
『捜神記』によると、昔、高辛氏が犬戎に攻められたとき、帝は犬戎の将、呉将軍を打ち破ったものに賞金と娘をめあわせるというお触れを出した。すると、五彩の毛をもつ槃瓠という犬が、呉将軍の首を噛み切って戻ってきた。帝は犬に人をめあわすわけにはいかないと考えたが、娘自身は、帝の言葉に嘘があってはいけないと、自ら槃瓠に嫁ぐことにした。両者は南山にはいり、娘は3年間に6男6女を生んだ。帝は子供たちを呼びよせたが、かれらは人間生活になじまず、山の中で暮らしていた。かれらの子孫が蛮夷の祖となったという。同じ伝承は『後漢書』南蛮伝にもあり、それによれば、槃瓠の子孫は現在の長河（湖南省）の武陵蛮（現在の湖南省・湖北省を中心に居住していた中国古代の非漢民族）であるという。
19世紀、曲亭馬琴は『南総里見八犬伝』で、敵に攻められた里見義実が、〈敵の大将を討ち取ったものには娘の伏姫をめあわせる〉といったために、飼い犬の八房に姫を嫁がせざるを得なくなるという設定を設けた。そのときに、刊本の挿絵（岩波文庫旧版第1巻136－137ページの見開き）には、上段に八房を討とうとする義実とそれをとめる伏姫が描かれ、下段には『後漢書』の槃瓠説話が引用されている。